# Sérvia (sítio arqueológico)
Sérvia ou Sérbia (em grego: Σέρβια) é um sítio arqueológico localizado próximo à vila homônima, na unidade regional de Cozani, Grécia. Seu registro arqueológico remonta ao  Neolítico Médio, com datação aproximada para c. 5 000 a.C. Esteve ocupado por séculos até ser abandonado no Neolítico Tardio, porém aproximadamente 1 000 anos depois, na Idade do Bronze Antiga, voltou a ser ocupado. Atualmente se encontra submerso no lago artificial de Polífito.

## História
A vila de Sérvia deu seu nome a um assentamento pré-histórico situado na antiga ponte que atravessou o rio Haliácmo a oeste e agora está submerso no lago Polífito. Foi relatado pela primeira vez por Alan John Bayard Wace e escavado pela primeira vez pela Escola Britânica de Atenas sob a direção de Walter Heurtley em 1930. Escavações foram conduzidas pelo Serviço Arqueológico Grego e a Escola Britânica de Atenas sob a direção de Aikaterina Rhomiopoulou e Cressida Ridley entre 1971 e 1973.
O sítio é um monte baixo criado por detritos de fases sucessivas de ocupação humana, começando no Neolítico Médio antes de 5 000 a.C.. Os edifícios quadrados e retangulares, de um ou dois andares, foram enquadrados com massivos postes de carvalho e os muros foram criados com pau a pique. A clássica cerâmica vermelho em creme dessa fase está intimamente relacionada com aquela encontradas nos sítios de Sesclo e Aquileu. As formas típicas são barracas de frutas, tigelas rasas e taças. Ferramentas em pedra e osso são frequentes, enquanto ornamentos de pedra e conchas marinhas (Spondylus gaederopus e Glycimeris) são quase frequentes.
A ocupação continuou por 1 000 anos até os primeiros estágios do Neolítico Tardio, caracterizado por cerâmica preta polida e verde-no-verde. Fragmentos ocasionais de cerâmicas de outros estilos, junto de peças ocasionais de obsidiana de Melos, mostram que comércio a longa distância tinha sido estabelecido com a costa da Tessália e Macedônia Oriental. Após um longo intervalo, a ocupação recomeçou na Idade do Bronze Antiga (3 000 a.C.) com o repertório cerâmico sugerindo uma orientação cultural em direção à Macedônia Central em vez da Tessália. Estudos paleobotânicos de sementes e outros restos vegetais recuperados de todos os períodos no sítio e estudados por R. Housely e R. Hubbard fornecem importante informação sobre práticas agriculturais gregas precoces.